# Liste der Monuments historiques in Bossugan
Die Liste der Monuments historiques in Bossugan führt die Monuments historiques in der französischen Gemeinde Bossugan auf.

## Liste der Bauwerke
| Bezeichnung       | Beschreibung              | Standort | Kennzeichnung | Schutzstatus | Datum | Bild           |
| ----------------- | ------------------------- | -------- | ------------- | ------------ | ----- | -------------- |
| Kirche St-Laurent | Erbaut im 12. Jahrhundert | (Lage)   | PA33000057    | Inscrit      | 2002  | weitere Bilder |

## Liste der Objekte
| Bezeichnung               | Beschreibung                  | Standort                        | Kennzeichnung | Schutzstatus | Datum | Bild |
| ------------------------- | ----------------------------- | ------------------------------- | ------------- | ------------ | ----- | ---- |
| Skulptur Madonna mit Kind | Holz, bemalt, 19. Jahrhundert | in der Kirche St-Laurent (Lage) | PM33001398    | Inscrit      | 1980  |      |
| Glocke                    | Bronze, 1596 gegossen         | in der Kirche St-Laurent (Lage) | PM33000401    | Classé       | 1942  |      |
| Retabel des Hauptaltars   | Holz, 17. Jahrhundert         | in der Kirche St-Laurent (Lage) | PM33000402    | Classé       | 1971  |      |